# St Michael's Mount
St Michael's Mount (in lingua cornica:  Karrek Loos y'n Koos; 0,23 km²) è un'isola tidale situata nella cosiddetta Mount's Bay, nell'estremità occidentale della Cornovaglia (Inghilterra sud-occidentale), di fronte alla cittadina di Marazion. 
Dal punto di vista amministrativo, si tratta di una parrocchia civile del distretto di Penwith.

## Descrizione
L'isola è famosa per la sua vaga somiglianza (non solo nel nome) con il Mont Saint-Michel della Normandia (Francia). Difatti anche questo luogo è dedicato all'arcangelo Michele, che secondo la leggenda vi sarebbe apparso nel 495 e al quale dei benedettini, provenienti proprio da Mont Saint-Michel, vollero dedicare un'abbazia in loco, di cui rimangono solo il refettorio e la chiesa, e sostituita poi nel corso del XVI secolo dalla fortezza che si può tuttora ammirare.
Si pensa che l'arcangelo abbia deciso di apparire nelle due isole omonime perché esse simboleggiavano perfettamente il rapporto tra Dio e l'uomo: la terraferma e le isole vengono infatti periodicamente unite e divise dalla marea in analogia al bene e al male che uniscono o dividono Dio e l'umanità.
Le due isole sono inoltre meta di pellegrinaggio essendo entrambe tappe appartenenti alla cosiddetta «linea di San Michele», ossia una retta che unisce idealmente altri luoghi di culto dedicati all'arcangelo sul territorio europeo.
Oltre che da una lingua di terra durante la bassa marea, l'isola di Saint Michael's Mount è collegata alla città di Marazion da un traghetto.

## Galleria d'immagini

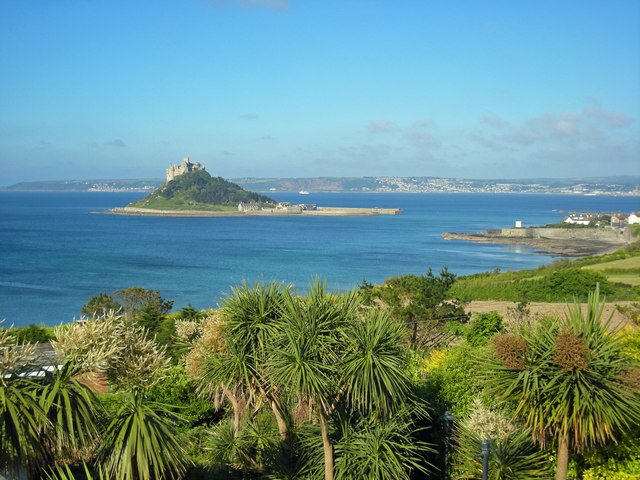
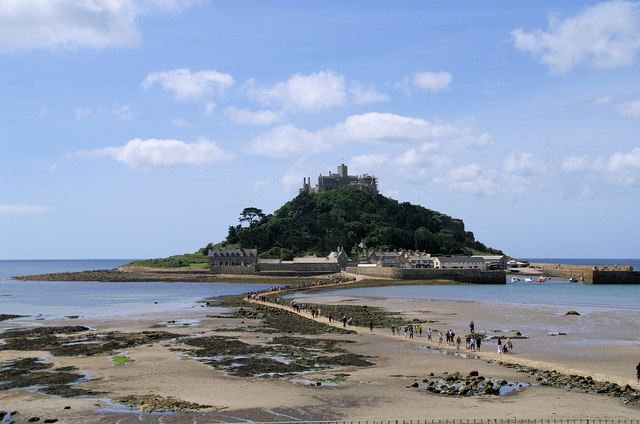
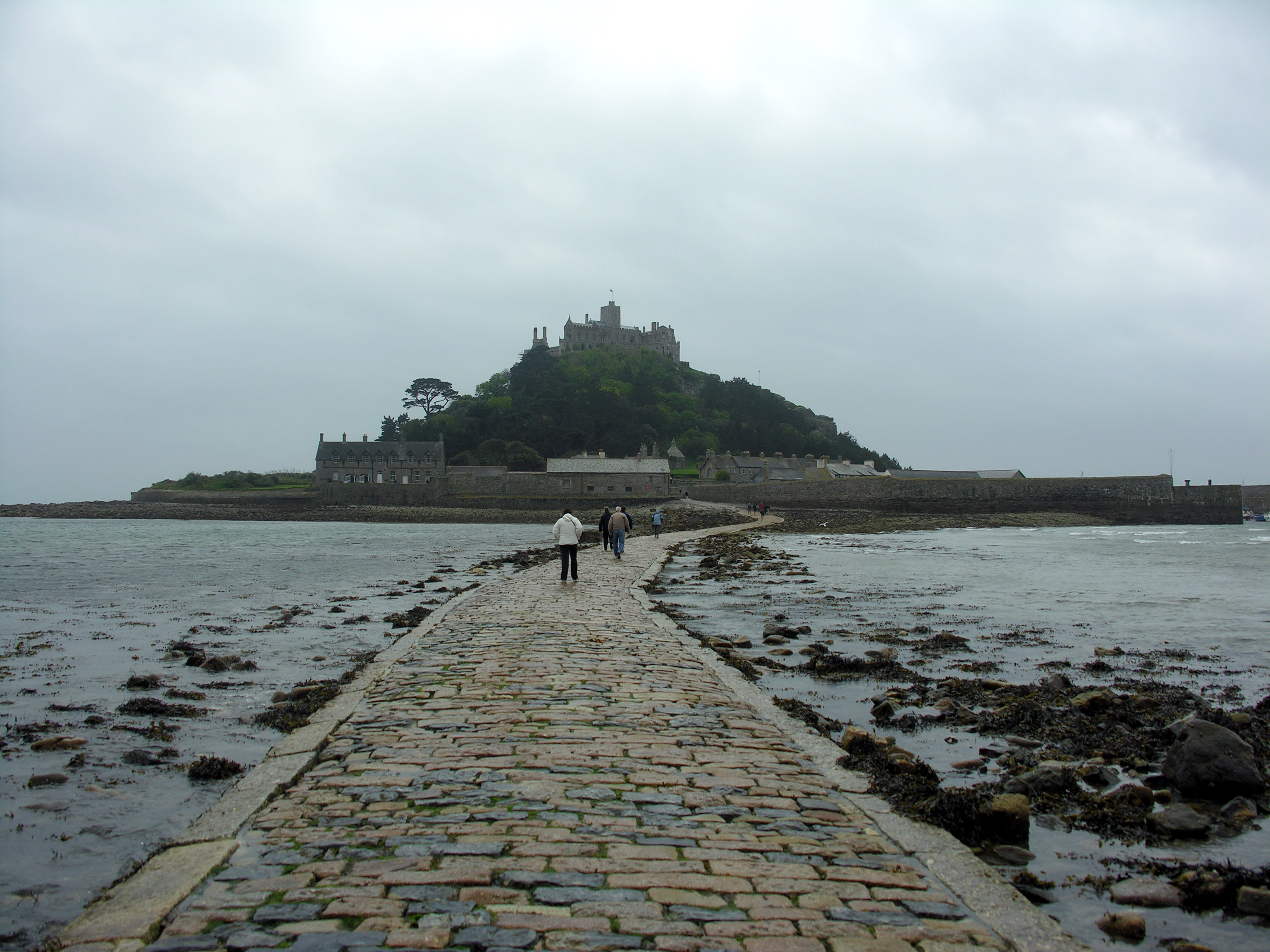
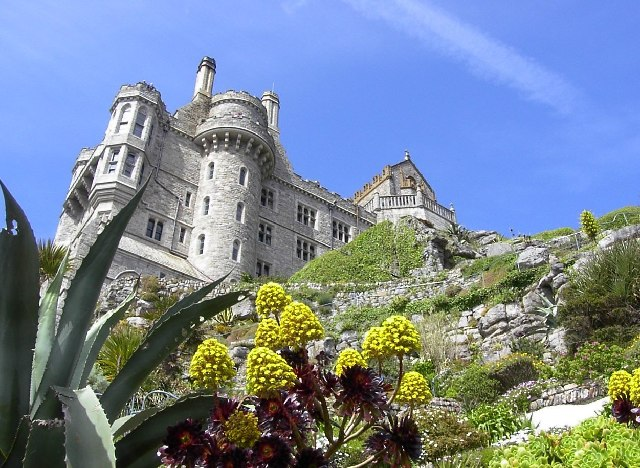
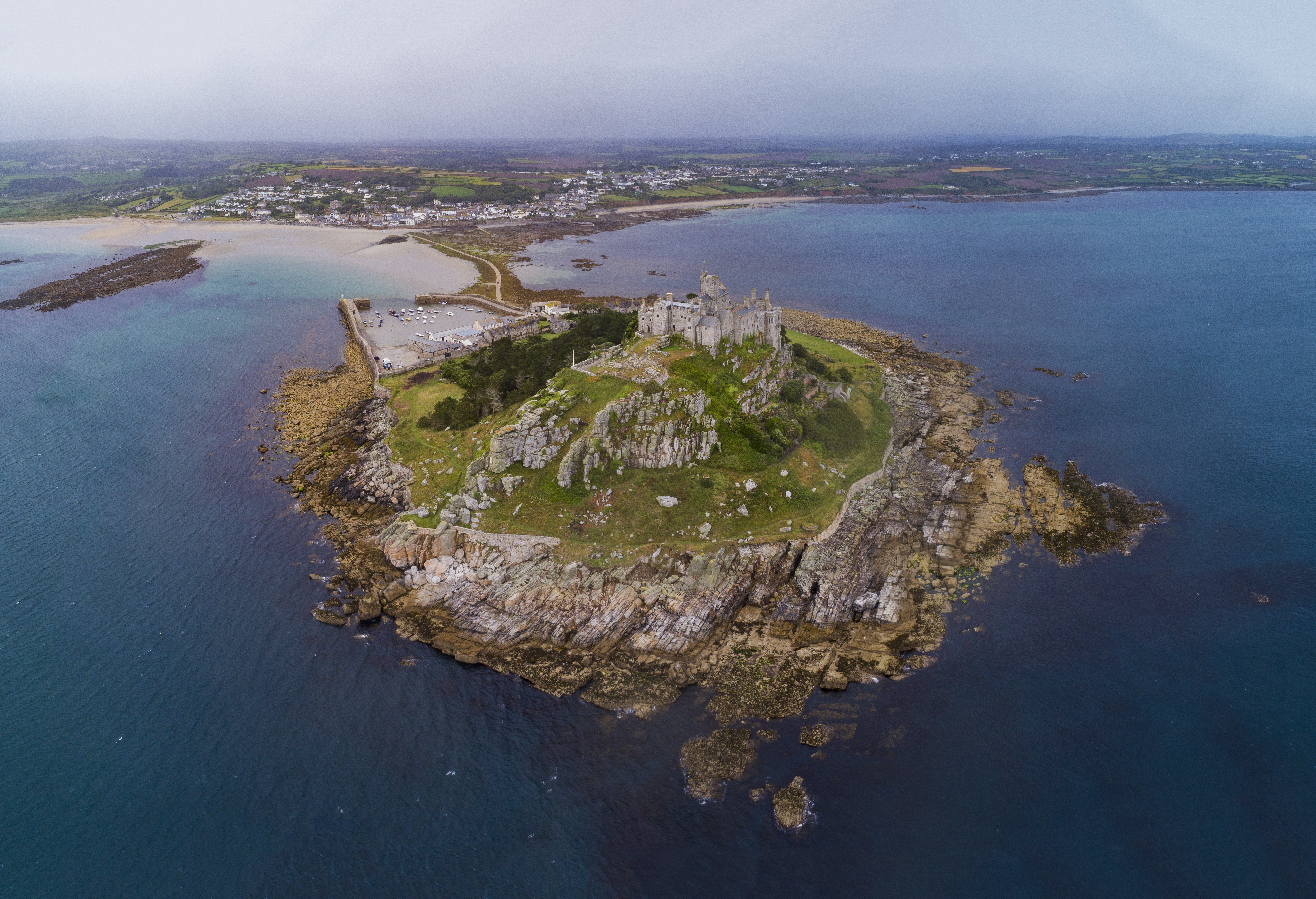
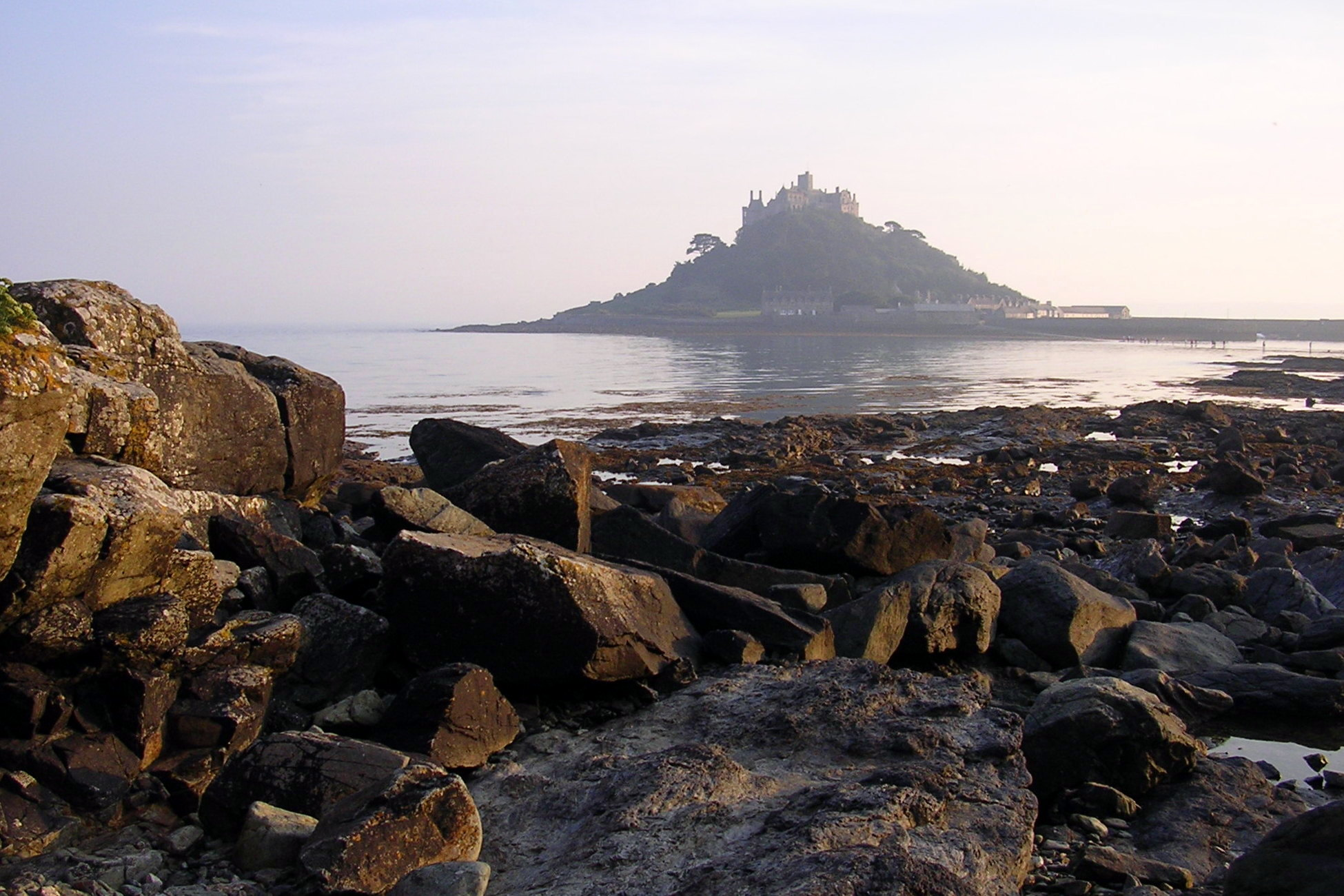